# Пеликани, Лондонската зоологическа градина
„Пеликани, Лондонската зоологическа градина“ (на френски: Pélicans, Jardin zoologique, Londres) е френски късометражен документален ням филм от 1896 година, продуциран от братята Люмиер и заснет от режисьора Александър Промио. Филмът показва няколко пеликани, които следват своя пазач в клетката си в зоологическата градина на Лондон. Той е част от поредица филми за живата природа, заснети в Лондонския зоопарк, включваща още лъвове и тигри.